# Chambre de commerce et d'industrie d'Argentan-Flers
La chambre de commerce et d'industrie d'Argentan-Flers est l'une des deux chambres de commerce et d'industrie du département de l'Orne.

## Pour approfondir